# Zastava Nove Kaledonije
Zastava Nove Kaledonije, prekomorskog teritorija Francuske, službeno je francuska trobojnica. 
Godine 2008. vlada Nove Kaledonije je raspravljala o službenoj regionalnoj zastavi i himni. U širokoj upotrebi, iako neslužbena je zastava FLNKS-a (Front de Libération Nationale Kanak et Socialiste), političke stranke koja se bori za nezavisnost Nove Kaledonije. 

## FLNKS zastava
FLNKS zastava, koju je stranka usvojila 1980. sastoji se od tri vodoravna polja, redom od gore: plavog, crvenog i zelenog. Na zastavi se nalazi i žuti disk s crnim simbolom koji predstavlja "flèche faitière", vrstom strijele koja se nalazi na krovovima Kanak kuća.
Plava boja simbolizira nebo i more koje okružuje Novu Kaledoniju, crvena prolivenu krv Kanaka u borbi za nezavisnost, socijalizam i jedinstvo. Zelena boja simbolizira samu zemlju, te predaka pokopanih u njoj, a žuti disk sunce. 